# 부여효
부여효(扶餘孝, ? - ?)는 의자왕의 아들이다. 백제 멸망 후 당나라로 끌려갔다. 마지막 태자인지에 관해서는 학설 대립이 있다.

## 생애
백제 마지막 왕인 의자왕의 아들이며 660년에는 태자였다. 7월(음력) 나당연합군이 반격하여 수도 사비성이 포위되자 의자왕과 함께 웅진으로 탈출하였다. 그러나 사비성은 의자왕의 차남 부여태가 외람히 왕을 칭하는 내부 분열로 함락당했고, 웅진성도 예군(禰軍)과 예식(禰植) 형제가 신라의 편을 들어줌으로써 의자왕은 항복하고 백제는 멸망하고 말았다. 그런데 중국의 기록에서는 의자왕과 같이 있던 태자를 한결같이 부여융이라고 하여 무엇이 맞는지 명확히 알 수 없다. 어쨌든 9월(음력) 소정방이 귀국하며 의자왕, 왕족, 대신, 주민 1만여 명과 부여효도 당나라의 낙양(洛陽)으로 데려갔다. 이후의 행적은 기록이 없어 알 수 없다.

## 미궁의 마지막 태자
중국의 기록은 일관되게 부여융이 태자이며 맏아들이라고 했으나 《삼국사기》에서는 부여효가 태자이며 맏아들이라고 하여 서로 상반된다. 그래서 크게 3가지 설이 대립하고 있다.

### 융이 태자이며 맏아들설
중국의 각종 기록과 《삼국유사》를 우선한 설이다. 무엇보다 〈대당평백제국비〉와 〈당유인원기공비〉가 당대의 기록이기 때문에 신뢰성이 높다. 물론 승자의 기록이기는 하지만 《삼국사기》 역시 승자의 기록을 기반으로 했을 뿐더러 시기는 오히려 12세기로 늦다. 그러므로 《삼국사기》가 오류라고 한다. 부여융이 615년생이라는 점도 강점이다. 정리하면 융이 644년 태자에 책봉된 이래 그 자리는 바뀌지 않았다고 한다.

### 효가 태자이며 맏아들설
《삼국사기》를 우선한 설이다. 《삼국사기》가 신라사를 제외하고는 상당수 중국의 기록을 원전으로 했음에도 굳이 태자를 융에서 효로 고치고 부여문사가 사비성에서 얘기하는 상대도 부여융으로 설정했다. 융의 항복 시기도 의자왕보다 앞서며 〈김인문전〉에서도 태자를 효라 하는 등의 꼼꼼함이 보인다. 중국의 기록은 태자가 누구인지 잘 몰랐거나 효를 태자로 인정하지 않았기 때문이라고 한다. 융의 태자 책봉 기사에 대한 설명은 다시 두 가지 설로 나뉜다.
1. 융의 태자 책봉 기사는 효의 오기로 처음부터 끝까지 효가 태자였다.[7]
2. 644년 융이 태자로 책봉되기는 하였으나 의자왕 말년에 정국 변동이 일어나 효로 교체되었다.[8]

### 효가 태자이며 삼남 이하설
효로의 태자 교체설을 기본으로 하면서도 융 태자설과 일부 부합하는 면이 있다. 즉 융이 첫째였기에 644년 태자로 책봉됐지만 의자왕 말년에 효로 교체되었다고 한다.

## 가계
- 조부 : 무왕
  - 부왕 : 의자왕
    - 형 : 부여융 - 의자왕의 삼남일 수도 있다.
      - 조카 : 부여문사 - 의자왕의 맏손자는 확실한데 아버지가 융인지 효인지 분분하다.
      - 조카 : 부여덕장

    - 형 : 부여태 - 의자왕의 차남이 확실하며 나머지 형제들의 순서는 정확히 알 수 없다.
    - 동생 : 부여연
    - 동생 : 부여풍
    - 동생 : 부여용
    - 동생 : 부여충승(扶餘忠勝)
    - 동생 : 부여충지
- 관계를 알 수 없는 왕족 : 부여문선(扶餘文宣)[10]

## 부여효가 등장하는 작품
- 《삼국기》(KBS, 1992년~1993년 배우 : 김준모
- 《계백》, MBC, 2011년 ~ 2011년, 배우 : 신윤환
- 《대왕의 꿈》, KBS, 2012년 ~ 2013년, 배우 : 김민기

## 같이 보기
- 의자왕
- 한국의 역사
- 삼국 시대
- 한국의 군주 목록

## 참고 문헌
- 《삼국사기》28권 백제본기 제6 의자왕 20년